# Finiq
Finiq (em albanês:  Finiq ou Finiqi, em grego:  Φοινίκη, Finiki ou Fenice) é uma comuna (em albanês:  komuna) da Albânia localizada no distrito de Delvinë, prefeitura de Vlorë.